# Vi behöver varann (1941)
Vi behöver varann (engelska: Meet John Doe) är en amerikansk dramakomedifilm från 1941 i regi av Frank Capra. I huvudrollerna ses Gary Cooper och Barbara Stanwyck.

## Handling
Ann Mitchell (Barbara Stanwyck) får sparken från tidningen hon arbetar på och skall skriva en sista kolumn. Hon diktar ihop en historia om en anonym arbetslös man, "John Doe", som i protest mot samhället tänker begå självmord under julen. Kolumnen väcker stor uppmärksamhet och Ann får jobbet tillbaka mot att hon fortsätter att skriva om honom. Hon träffar den före detta baseballspelaren John Willoughby (Gary Cooper), som mot ersättning spelar John Doe. John Doe-filosofin sprider sig över landet, vilket leder till att en gräsrotsrörelse tar form där politiker förbjuds att medverka. Men tidningens ägare, den inflytelserike D. B. Norton (Edward Arnold), ser egna fördelar med rörelsen. Tillsammans med ett antal inflytelserika män planerar han att förändra USA.

## Om filmen
Filmen hade svensk premiär på biograf Röda Kvarn i Stockholm den 12 oktober 1942. Den har visats vid ett flertal tillfällen i SVT, bland annat 1980, 1995, i januari 2019, i maj och november 2020, i december 2024 samt i TV4.

## Rollista i urval
- Gary Cooper – John Doe / Long John Willoughby
- Barbara Stanwyck – Ann Mitchell
- Edward Arnold – D. B. Norton
- Walter Brennan – The Colonel
- Spring Byington – Mrs. Mitchell
- James Gleason – Henry Connell
- Gene Lockhart – borgmästare Lovett
- Rod La Rocque – Ted Sheldon
- Irving Bacon – "Beanie"
- Regis Toomey – Bert Hansen
- J. Farrell MacDonald – "Sourpuss"
- Harry Holman – borgmästare Hawkins
- Warren Hymer – "Angelface"
- Andrew Tombes - Spencer
- Pierre Watkin - Hammett
- Stanley Andrews - Weston
- Sterling Holloway - Dan
- Harry Davenport - Bulletins förre ägare (ej krediterad)
- Ann Doran – Mrs Bert Hansen (ej krediterad)